# Salomonöarnas fotbollsförbund
Salomonöarnas fotbollsförbund, officiellt Solomon Islands Football Federation, är ett specialidrottsförbund som organiserar fotbollen på Salomonöarna.
Förbundet grundades 1979 och gick med i OFC 1988. De anslöt sig till Fifa år 1988. Salomonöarnas fotbollsförbund har sitt huvudkontor i staden Honiara.